# Historia Norwegie
La Historia Norwegie és una història de Noruega curta i escrita en llatí per un monjo anònim. Només es conserva un manuscrit fragmentari, datable del segle xv o inicis del XVI, que és propietat del comte de Dalhousie i està guardat al Castell de Brechin, Escòcia. En concret, la Historia es conserva en els folis 1r a 12r. És útil, tant per l'estudi de la història com de la literatura.
El text és antic, ja que fa referència a una erupció volcànica i un terratrèmol que va tenir lloc el 1211 com si fos contemporani. El text de tot el manuscrit conté:
- I. Una petita visió geogràfica de Noruega i els seus dominis, seguit d'una petita història de Noruega.
- II. La genealogia dels comtes d'Orkney
- III. Un catàleg dels reis de Noruega

Aquest text és important perquè, entre altres coses, consisteix una versió llatina independent d'altres textos com són l'Ynglingatal de Þjóðólfr of Hvinir's, la Ynglinga saga de Heimskringla. També conté una descripció etnogràfica amb una descripció d'una escena xamànica dels Sami, en el que és el testimoni més antic on apareix aquest tipus de ritual.
Juntament amb les obres d'Ágrip af Nóregskonungasögum i de Theodoricus monachus, la Historia Norvegie és una de les històries sinòptiques dels noruecs. És possible que hagués estat escrita entre 1160 i 1175 i amplificada amb posterioritat, cap a 1220. També és possible que s'hagués escrit en la zona oriental del país.
El manuscrit es va publicar per primer cop el 1850 per Peter Andreas Munch amb el títol de Symbolæ ad Historiam Antiquiorem Rerum Norwegicarum. L'edició d'ús estàndard va ser durant molt de temps la de Storm (1880), i la darrera traducció a l'anglès fou la de Kunin i Phelpstead (2001), juntament amb una edició crítica de 2003.